# M-407 (Spanje)

De M-407

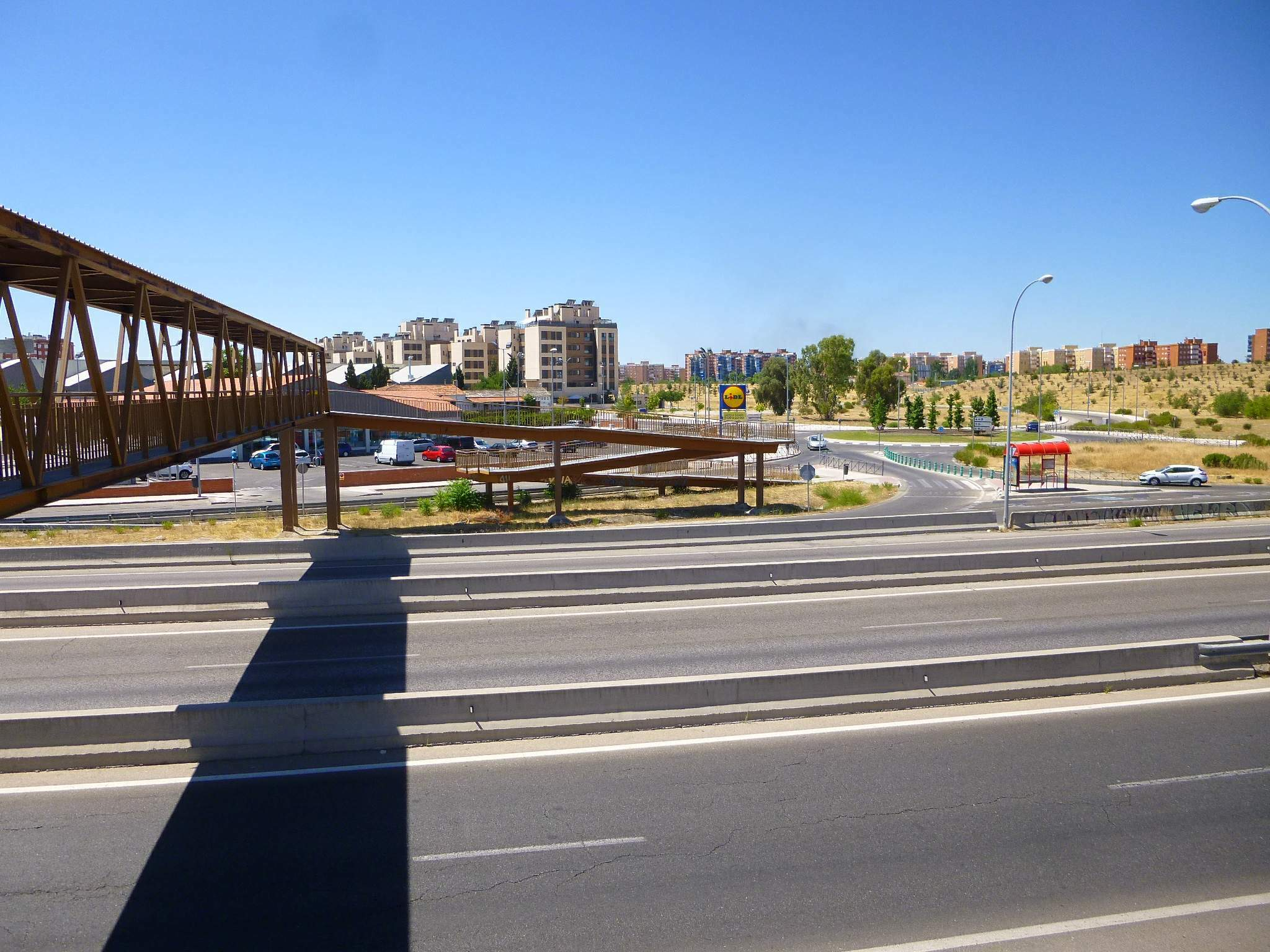
De M-407

De M-407 of Autovía de Polvoranca is een autovía in Madrid met een lengte van 15,9 kilometer. De snelweg verbindt de M-406 in Leganés met de M-404 in Griñón. De M-407 kruist ook de M-406, de M-50 en de M-506.